# تفنگ خودکار

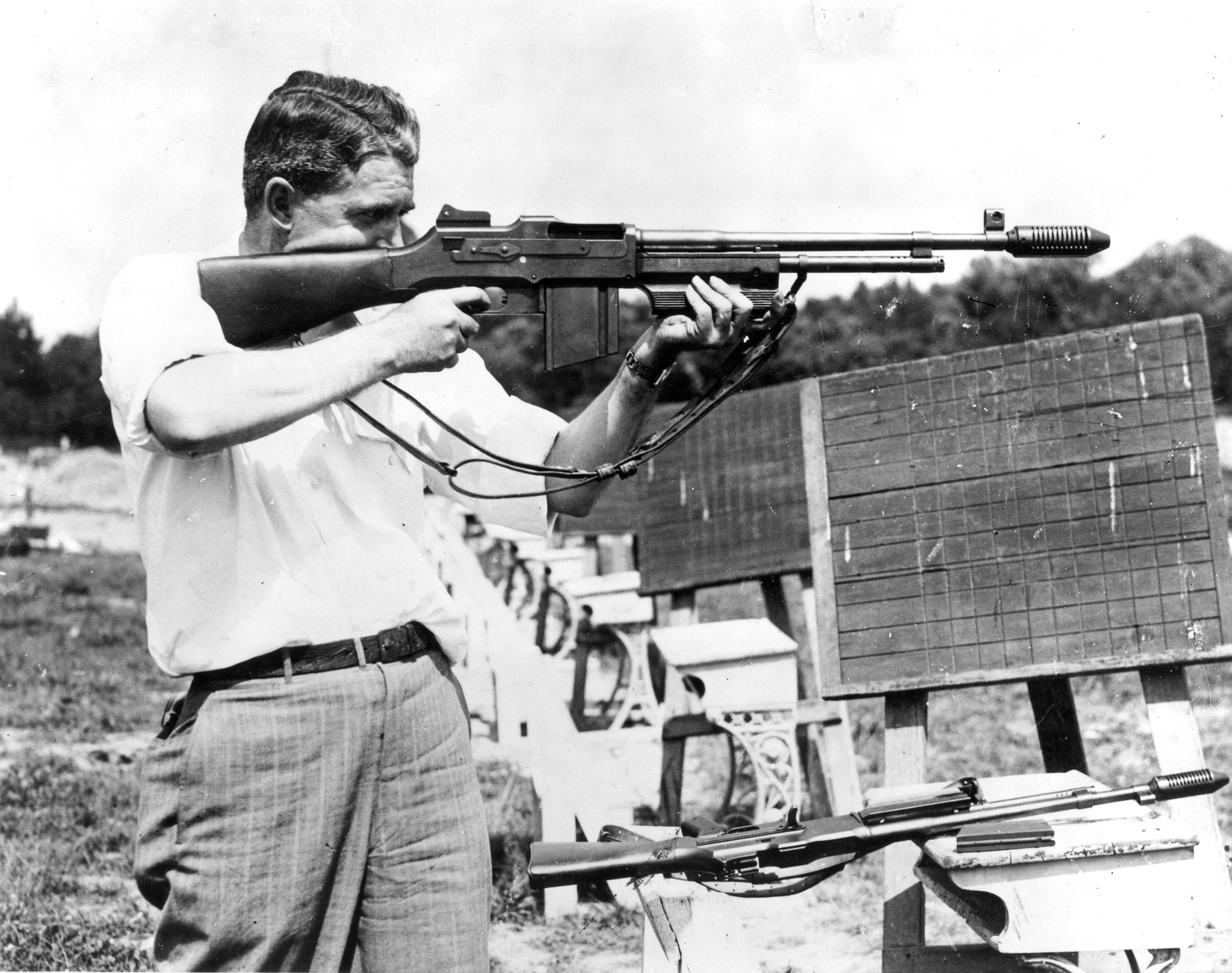
یک پلیس اف‌بی‌آی در حال تمرین با تفنگ اتوماتیک برونینگ

تفنگ خودکار (به انگلیسی: Automatic rifle)نوعی تفنگ است که از انرژی لگد سلاح یا گاز باروت برای خروج پوکه فشنگ شلیک‌شده، مسلح‌کردن دوباره تفنگ، بارگذاری فشنگ جدید و شلیک دوباره استفاده می‌کند. با این مکانیسم تا زمانی که ماشه کشیده شده و خشاب خالی نشده باشد تفنگ به شلیک متوالی ادامه می‌دهد. اغلب تفنگ‌های اتوماتیک سلاح‌هایی با آتش انتخابی هستند، یعنی هم در حالت اتوماتیک، و هم در حالت نیمه‌اتوماتیک (یک بار شلیک با فشردن ماشه) می‌توان از آن‌ها استفاده کرد و حتی برخی از آن‌ها قابلیت رگبار در تعداد محدود (مثلآ شلیک رگبار فقط سه تیر) را هم دارند.

## تفاوت با تیربار
مکانیسم شلیک تفنگ‌های اتوماتیک مشابه مکانیسم مسلسل‌ها است و در واقع تمایز دقیقی نیز میان آن‌ها وجود ندارد. تفاوت تفنگ‌های اتوماتیک با مسلسل‌های دستی در این است که مسلسل‌های دستی از فشنگ‌های کم‌قدرت تپانچه‌ها استفاده می‌کنند اما تفنگ اتوماتیک از فشنگ‌های متوسط یا پرقدرت بهره می‌برد که برد مفید و دقت بسیار بالاتری دارد. تمایز تفنگ اتوماتیک از تیربار سبک هم این است که تفنگ یک سلاح تک‌نفره‌است و برای شلیک از روی شانه ساخته شده اما تیربار سلاحی اجتماعی است که برای استفاده مناسب از آن به حداقل دو نفر نیاز است. البته با چنین تعریفی برخی سلاح‌ها ممکن است هم یک تفنگ اتوماتیک و هم یک تیربار طبقه‌بندی شوند. برای مثال ام۲۴۹ (مدل آمریکایی تیربار بلژیکی اف‌ان مینیمی) هم به عنوان یک تفنگ اتوماتیک و هم به عنوان یک تیربار سبک در ارتش آمریکا مورد استفاده است.

## تاریخچه

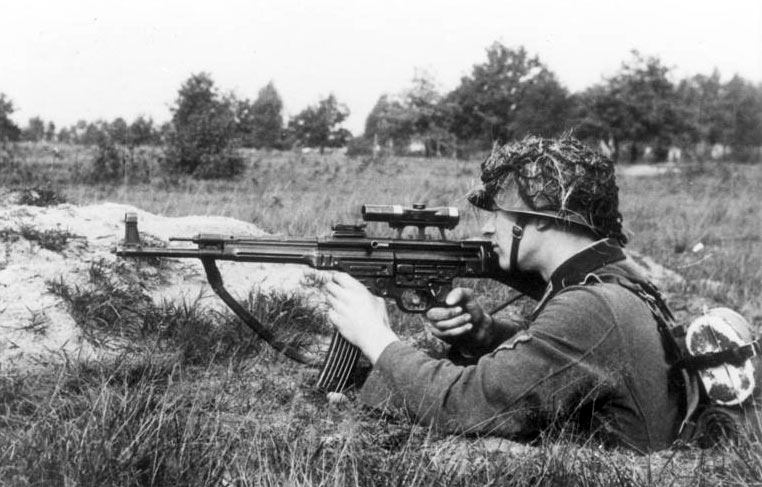
نشانه‌روی سرباز آلمانی با اس‌ت‌ژ ۴۴

سلاح اتریشی اشتایر آاوگ نخستین تفنگ بولپاپی که کاربرد گسترده یافت.

نخستین تفنگ اتوماتیک اسلحه‌ای ایتالیایی به نام Cei-Rigotti بود که در ۱۹۰۰ معرفی شد. این کارابین توجه زیادی را به خود جلب کرد اما به دلیل معایب زیاد از جمله گیرهای مکرر و شلیک‌های خطا مورد قبول هیچ ارتشی قرار نگرفت.
تفنگ اتوماتیک برونینگ یکی از نخستین نمونه‌های کاربردی تفنگ اتوماتیک بود که در جنگ جهانی دوم حضور داشت. این تفنگ را جان برونینگ طراح سلاح آمریکایی ساخته بود. برونینگ هرچند برای دوران خود طراحی درخشانی داشت و تا جنگ کره تفنگ اتوماتیک استاندارد جوخه در ارتش آمریکا بود اما بیش از حد برای ایفای نقش تفنگ اتوماتیک سنگین بود و در واقع چیزی بین یک تیربار و تفنگ اتوماتیک محسوب می‌شد.
در جنگ جهانی دوم آلمانی‌ها سلاحی با قابلیت آتش انتخابی به نام اف‌ جی ۴۲ را ساختند. این تفنگ فقط برای پیاده‌نظام هوابرد ساخته شده و در تعداد محدودی تولید شد. این سلاح هم مثل تفنگ اتوماتیک برونینگ در نقش آتش رگبار جوخه مورد استفاده بود. اف‌ جی ۴۲ طرح پیشرفته‌ای بود و بر طراحی سلاح‌های دوران پس از جنگ تأثیرگذار بود به‌طوری‌که آمریکایی‌ها تیربار چندمنظوره ام۶۰ را تا حد زیادی با اقتباس از این سلاح ساختند.
در همین جنگ بود که آلمانی‌ها با تولید اس‌ت‌ژ ۴۴ پیشگام مفهوم تفنگ تهاجمی شدند. در آن دوران تحقیقات نشان داده بود که اکثر جنگ‌ها در فاصله حداکثر ۴۰۰ متری رخ می‌دهد و تفنگ‌های آن زمان بیش از حد برای نبردها پرقدرت هستند. آلمانی‌ها به این نتیجه رسیدند که باید تفنگی با قابلیت آتش انتخابی با فشنگ متوسط را در اختیار سربازان خود قرار بدهند که قابلیت‌های آن چیزی بین مسلسل‌های دستی (مثل ام‌پی ۴۰ در ارتش آلمان) و تفنگ‌های جنگی آن دوران (مثل کارابینر ۹۸ در ارتش آلمان) باشد. برای این کار آن‌ها فشنگ معروف ۷٫۹۲x۵۷ م‌م موزر را کوتاهتر کرده و با تبدیل آن به ۷٫۹۲x۳۳ با یک گلوله سبک‌تر یک فشنگ متوسط را پدیدآوردند که برد آن کمتر از فشنگ قبلی بود اما اجازه اجرای آتش رگبار کنترل‌شده را می‌داد.
در طول جنگ جهانی دوم شوروی‌ها هم به نتایجی مشابه با آلمانی‌ها رسیده و بسیار به ایده تفنگ تهاجمی علاقه‌مند شده بودند. آن‌ها بلافاصله پس از جنگ جهانی دوم رقابتی برای طراحی یک تفنگ تهاجمی ترتیب دادند که برندهٔ آن آکا-۴۷ نام داشت. تفنگی که به نام سازنده‌اش کلاشنیکف معروف شده و به محبوب‌ترین سلاح دنیا تبدیل شد. آتش رگبار، سهولت استفاده، هزینه پایین و اتکاپذیری بالا دقیقاً همان چیزهایی بود که نظریهٔ جنگی جدید روس‌ها آن را طلب می‌کرد.
در آن سوی اقیانوس اما ارتش آمریکا از تفنگ‌های نیمه‌اتوماتیک خود راضی بود. عملکرد ام۱ گرند و ام۱ کارابین در جنگ جهانی دوم بسیار رضایتبخش بود. در طول جنگ این تفنگ‌ها نشان داده بودند که برتری قابل توجهی بر تفنگ‌های گلنگدنی دارند. هرچند مطالعات آمریکایی‌ها هم به نتایجی نزدیک به آلمانی‌ها و روس‌ها رسیده بود اما آن‌ها ترجیح می‌دادند همچنان از ایده سنتی استفاده از تفنگ‌های نیمه‌اتوماتیک دوربرد با فشنگ پرقدرت پیروی کنند. در جنگ کره مدل آتش انتخابی ام۲ کارابین تا حد زیادی جایگزین مسلسل دستی تامسون شد اما تجربه جنگ نشان می‌داد که فشنگ .۳۰ کارابین بیش از حد ضعیف است.
طراحان سلاح آمریکایی در آن دوران به این نتیجه رسیده بودند که استفاده از تفنگ اتوماتیکی با یک فشنگ متوسط با کالیبر پایین و شتاب گلوله زیاد، ضروری است اما فرماندهان ارشد ارتش آمریکا که در جنگ جهانی دوم و جنگ کره مشکلات لجستیکی زیادی را تحمل کرده بودند، اصرار داشتند که بایستی برای تفنگ اتوماتیک جدید و تیربار چندمنظوره جدید ارتش از یک فشنگ پرقدرت مشترک استفاده شود. نتیجهٔ کار فشنگ ۷٫۶۲x۵۱ م‌م ناتو و تفنگ ام۱۴ بود که در واقع مدل اتوماتیک بهبودیافته ام۱ با خشاب ۲۰ تایی محسوب می‌شد. همتایان آمریکا در ناتو هم با وجود علاقه‌ای که به استفاده از فشنگ متوسط و تفنگ تهاجمی داشتند، برای جلوگیری از مشکلات لجستیکی در جنگ‌های آینده همین فشنگ را انتخاب کرده و تفنگ‌های بلژیکی اف‌ان فال و آلمانی جی۳ بر مبنای آن طراحی شدند.
نخستین رویارویی بین ام۱۴ آمریکایی‌ها و کلاشنیکف روس‌ها (تفنگ جنگی و تفنگ تهاجمی) در آغاز جنگ ویتنام اتفاق افتاد. گزارش‌هایی که از میدان جنگ می‌رسید نشان می‌داد که انتخاب آمریکایی‌ها اشتباه بوده‌است. ام۱۴ در حالت رگبار غیرقابل کنترل بود و تعداد فشنگی که هر سرباز می‌توانست همراه خود داشته باشد کافی نبود. ارتش آمریکا این بار به سراغ فشنگی رفت که حتی از فشنگ متوسط کلاشنیکف هم کوچکتر بود. فشنگ ۵٫۵۶x۴۵ کالیبر پایین‌تری داشته اما سرعت زبانه بالاتری داشت که دقت آن را افزایش می‌داد. تفنگ ای‌آر-۱۰ که برای رقابت با ام۱۴ طراحی شده و در آخرین مرحله مغلوب آن شده بود، برای استفاده از این فشنگ بازطراحی شده و محصول نهایی ای‌آر-۱۵ و کمی بعد ام۱۶ نامیده شد.
آمریکایی‌ها که پس از جنگ جهانی دوم جلوی استفاده از متحدان خود از فشنگ متوسط را گرفته بودند، در مارس ۱۹۷۰ به تمام اعضای ناتو توصیه کردند که تفنگ‌های فعلی را کنار گذاشته و از تفنگ‌هایی با فشنگ ۵٫۵۶x۴۵ استفاده کنند. در طول دهه ۱۹۷۰ بسیاری از ارتش‌ها مشغول طراحی و آزمایش تفنگ‌های تهاجمی جدید بودند. این جایگزینی در دهه ۱۹۸۰ تکمیل شد و از آن به بعد تمامی تفنگ‌های اتوماتیک سازمانی ناتو با این کالیبر جدید ساخته می‌شوند.
در ۱۹۷۴ شوروی‌ها کالیبر کلاشنیکف را پایین آورده و مدل آکا-۷۴ این سلاح را تولید کردند که از فشنگ‌های ۵٫۴۵x۳۹ با خصوصیاتی مشابه فشنگ متوسط ناتو بهره می‌برد و یک روند جهانی را برای استفاده از تفنگ‌های اتوماتیک کالیبر پایین با شتاب زبانه بالا نشان می‌داد.
در سال ۱۹۷۷ اتریشی‌ها طرحی نوین را معرفی کردند که به سرعت مورد توجه بسیاری از ارتش‌های دنیا قرار گرفت. اشتایر آاوگ اولین تفنگ موفق با طراحی بولپاپ بود. در این تفنگ دریافت‌کننده سلاح در داخل قنداق قرار کمی‌گرفت و این باعث کاهش چشمگیر طول سلاح می‌شد که افزایش قابل توجهی را در حمل‌ونقل‌پذیری و خوشدستی سلاح به همراه داشت. اشتایر آاوگ تفنگی بسیار پیشرفته برای زمان خود بود که از بدنه پلیمری، دستگیره‌های افقی دوتایی، دوربین و ساختار ماژولار بهره می‌برد که بسیار اعتمادپذیر، سبک و دقیق بود. قابلیت‌های طراحی بولپاپ نظر بسیاری از ارتش‌های دنیا را به خود جلب کرده. تفنگ فاماس یک سال بعد سلاح سازمانی ارتش فرانسه شده و بریتانیا نیز در ۱۹۸۵ اس‌ای-۸۰ را جایگزین اف‌ان فال‌های قدیمی خود کرد. در دهه ۱۹۹۰ اسرائیلی‌ها تاوور-۲۱ را معرفی کردند و ارتش چین بزرگترین ارتش دنیا نیز کیوبی‌زی-۹۵ را به عنوان سلاح سازمانی جدید خود برگزید.

## نگارخانه

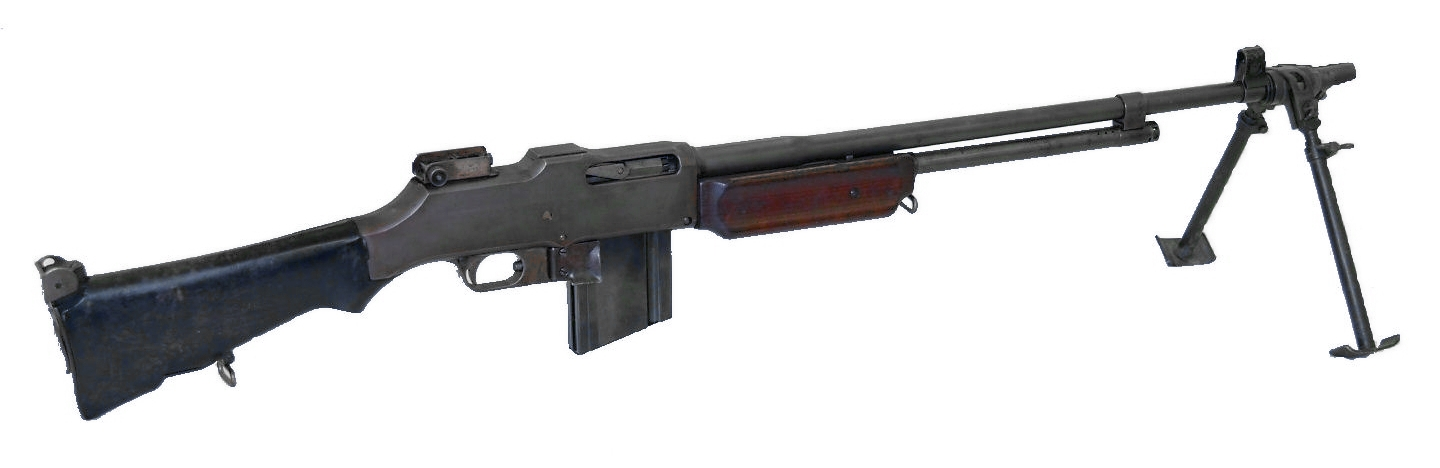
تفنگ اتوماتیک برونینگ
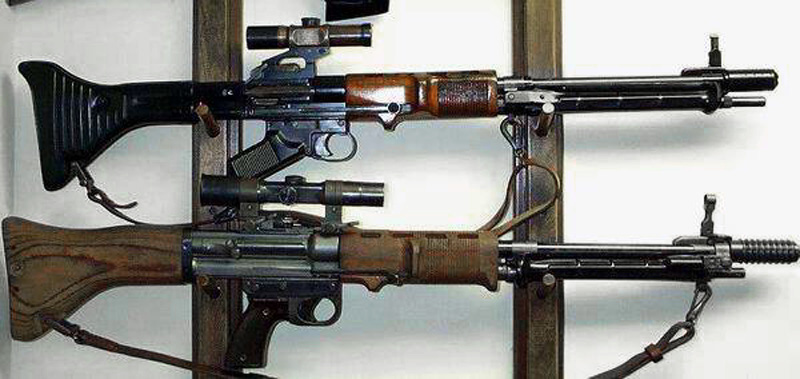
دو مدل از اف‌ژ ۴۲.
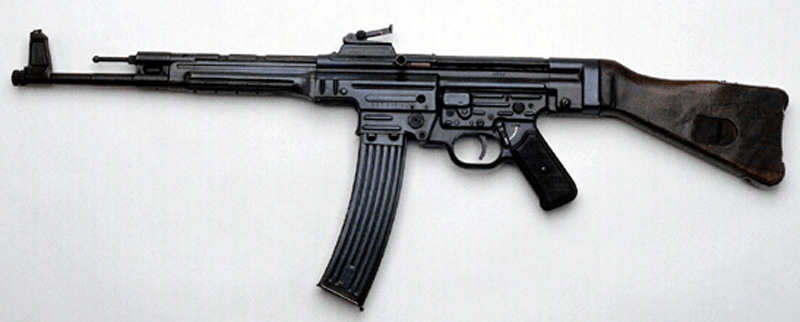
اس‌ت‌ژ ۴۴ نخستین تفنگ تهاجمی موفق دنیا
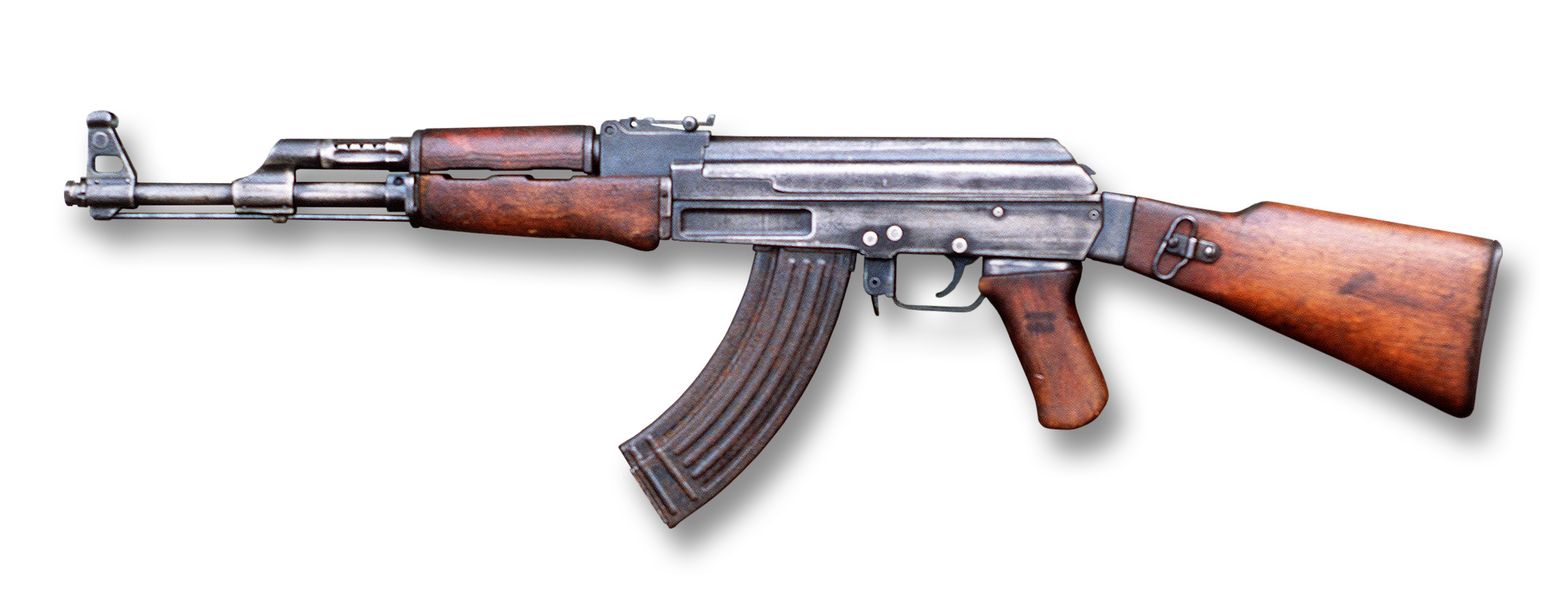
یک قبضه کلاشنیکف
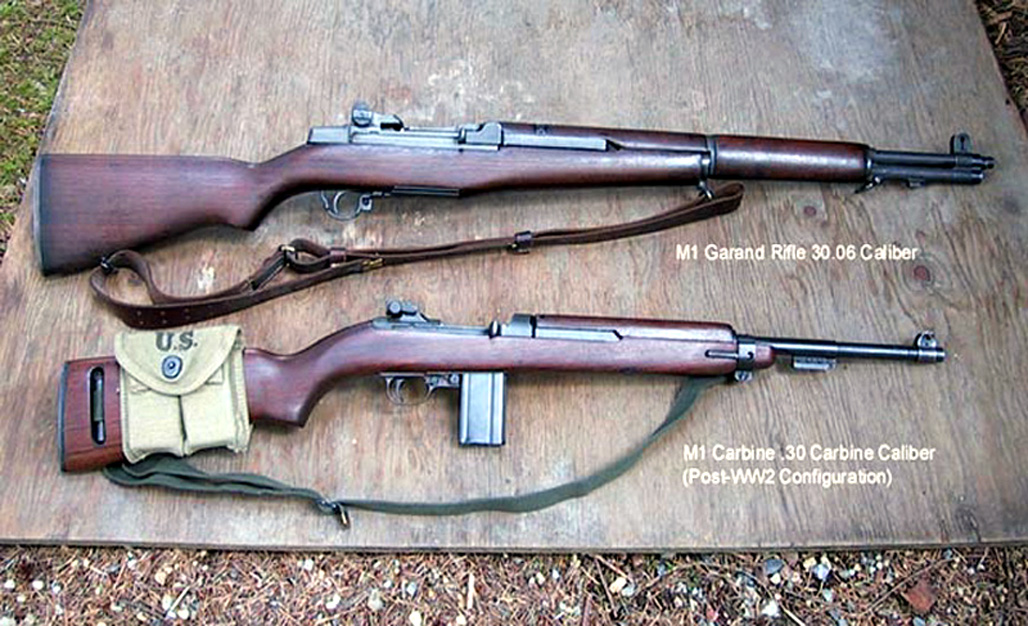
تفنگ‌های آمریکایی ام-۱ گرند و ام-۱ کاربین
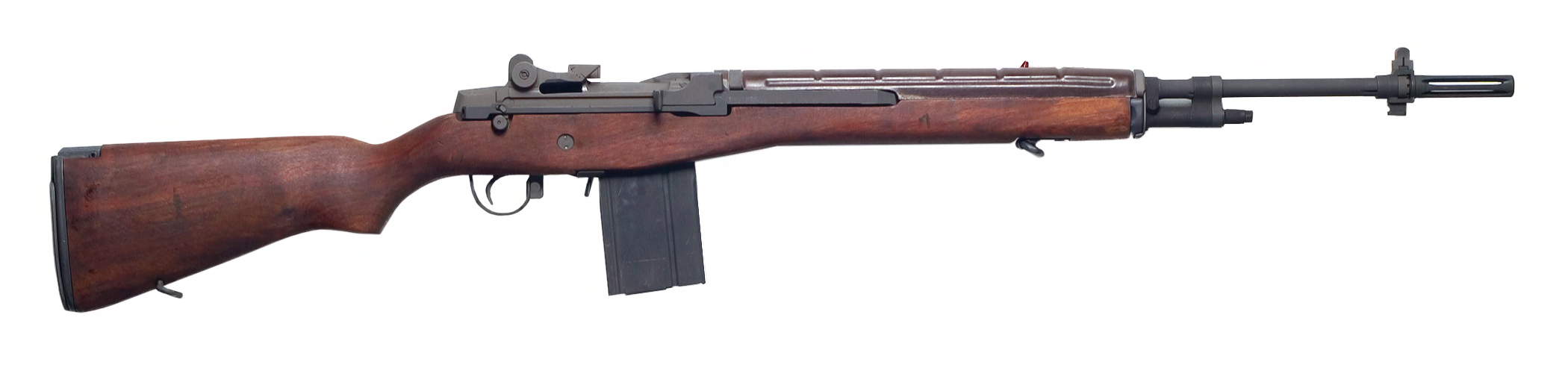
تفنگ جنگی ام-۱۴
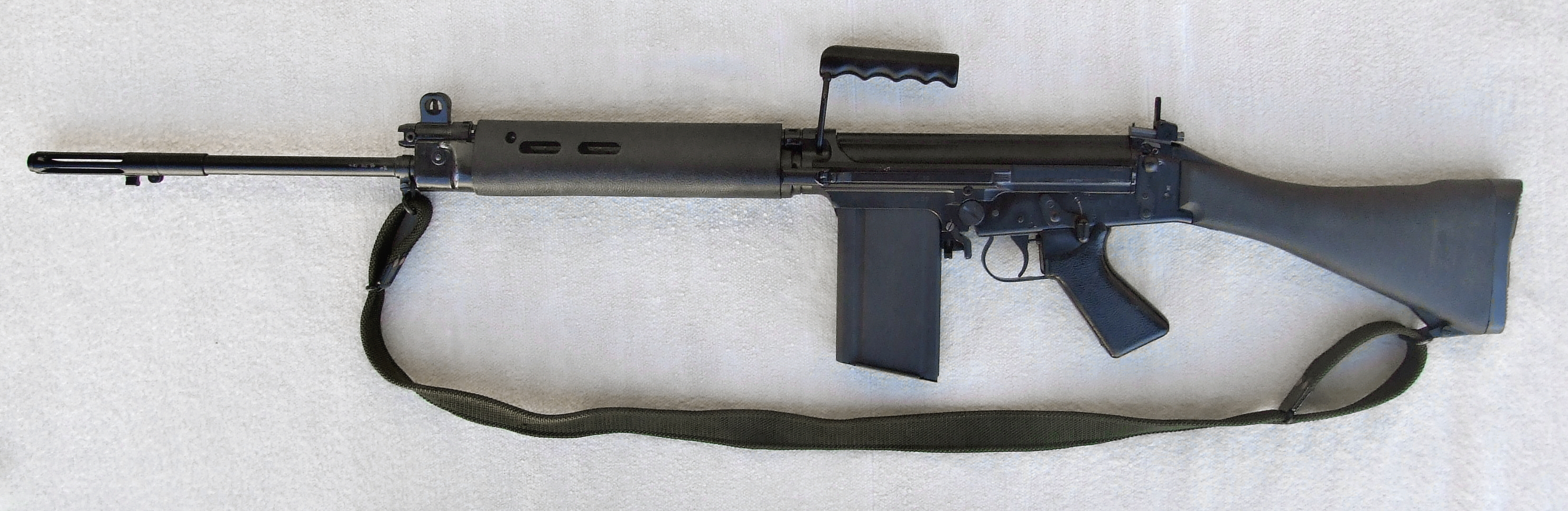
مدل بریتانیایی اف‌ان فال رایجترین تفنگ نیروهای ناتو در جنگ سرد
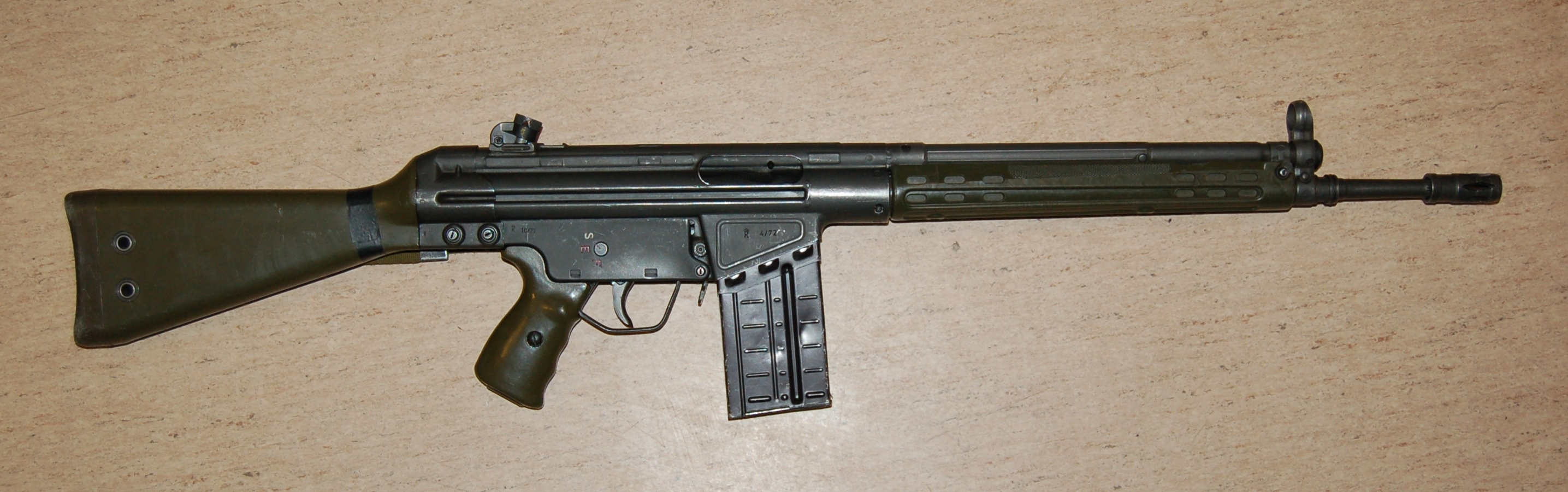
مدل نروژی تفنگ آلمانی ژ۳
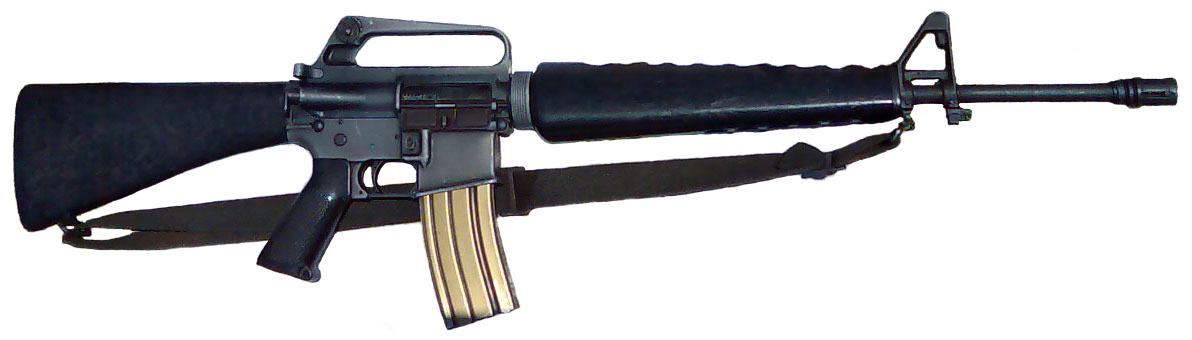
تفنگ آمریکایی ام-۱۶
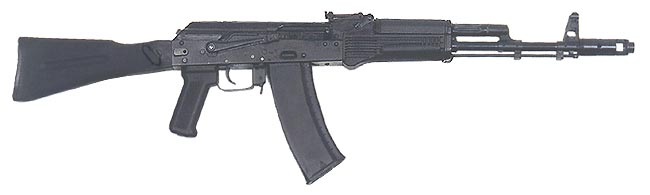
مدل آکا-۷۴ام کلاشنیکف
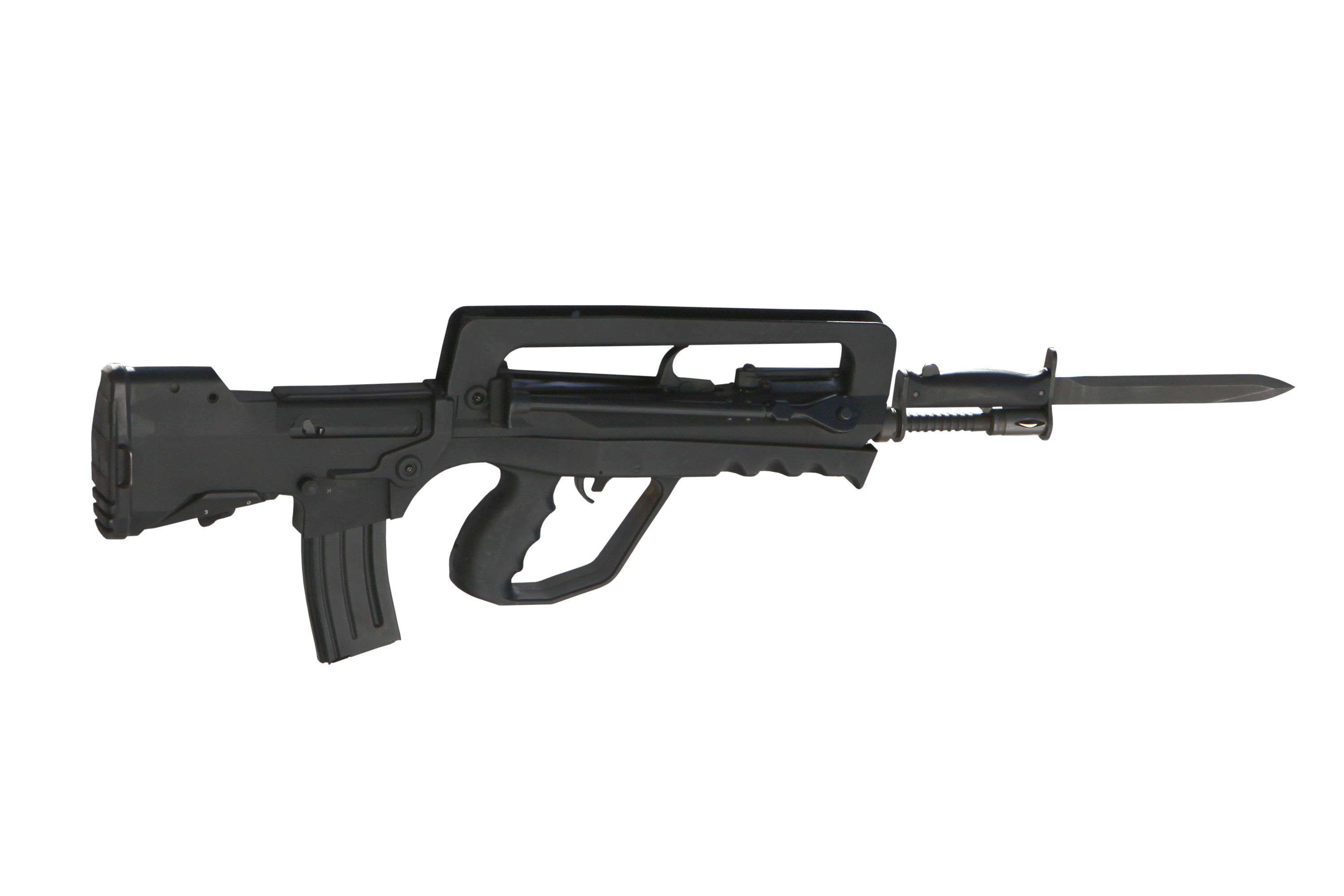
تفنگ فرانسوی فاماس ژ۲ با سرنیزه
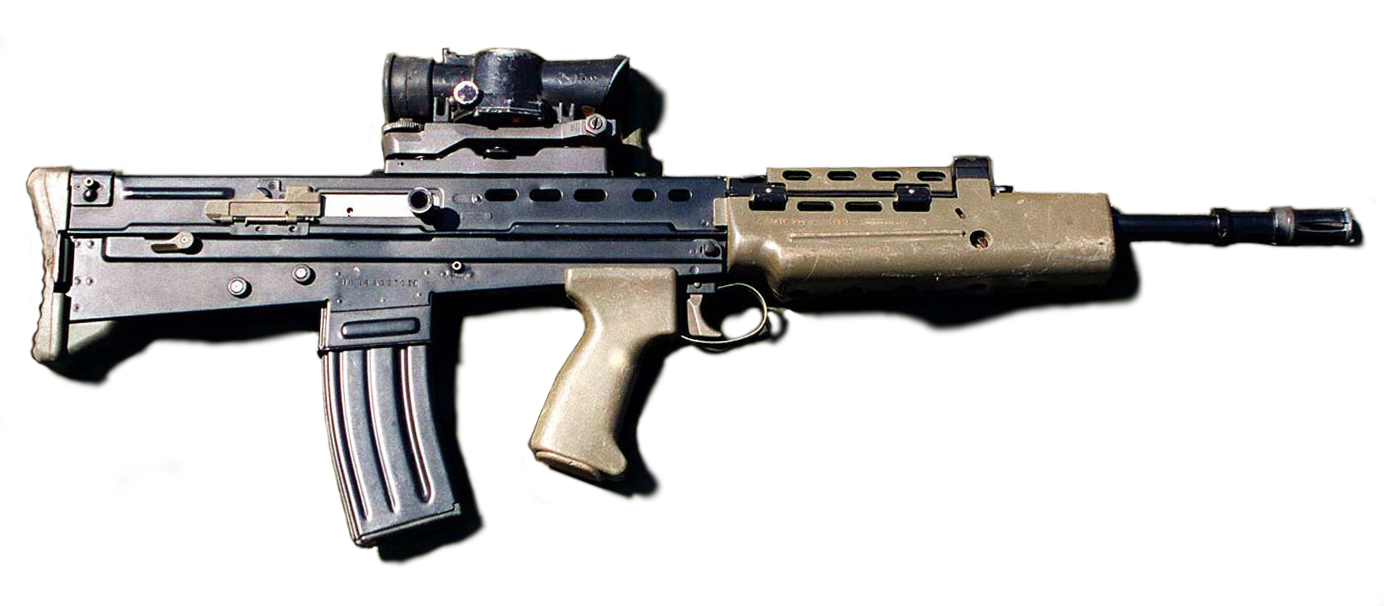
تفنگ انگلیسی اس‌ای-۸۰
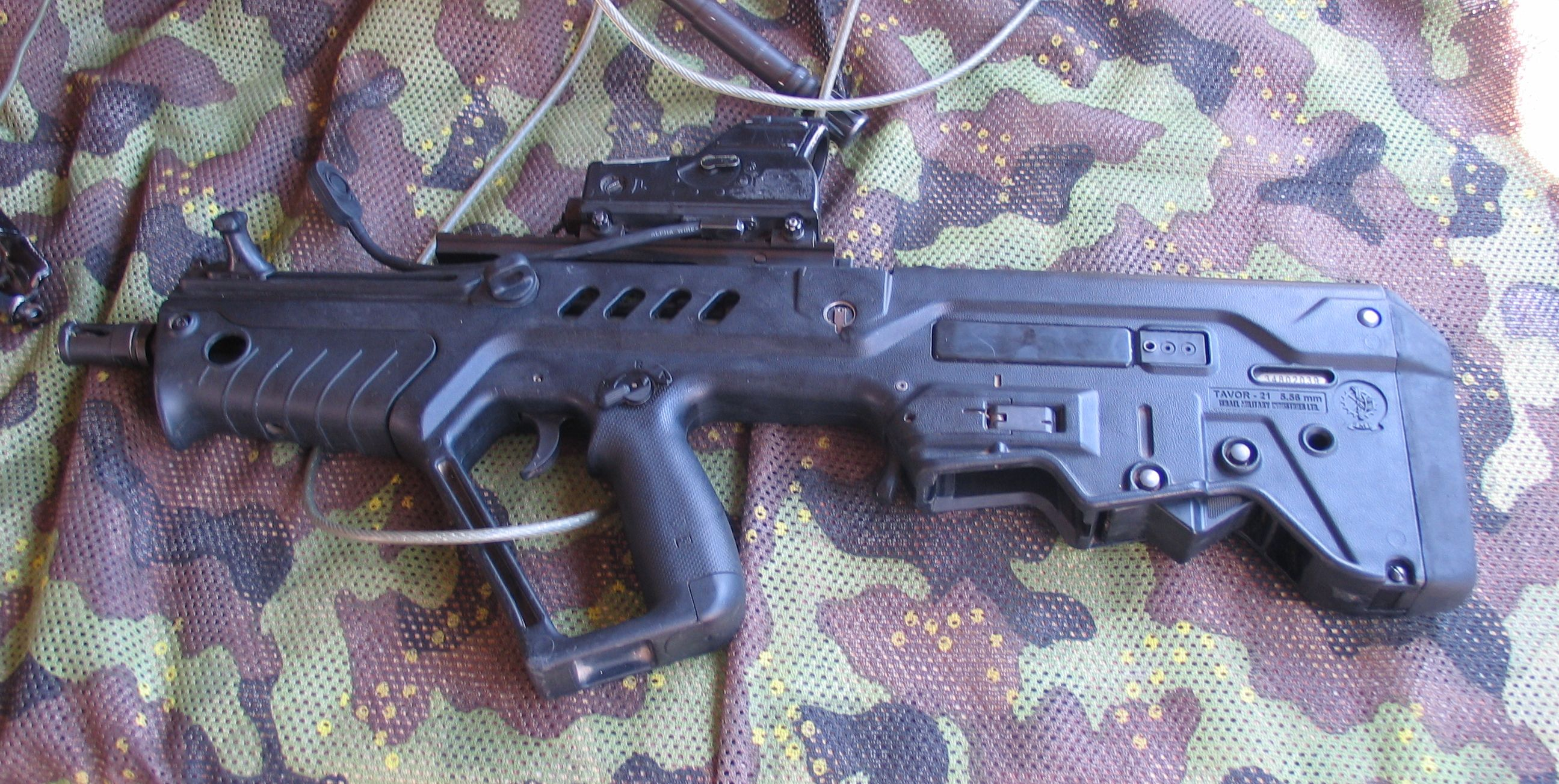
تفنگ اسرائیلی تاوور-۲۱
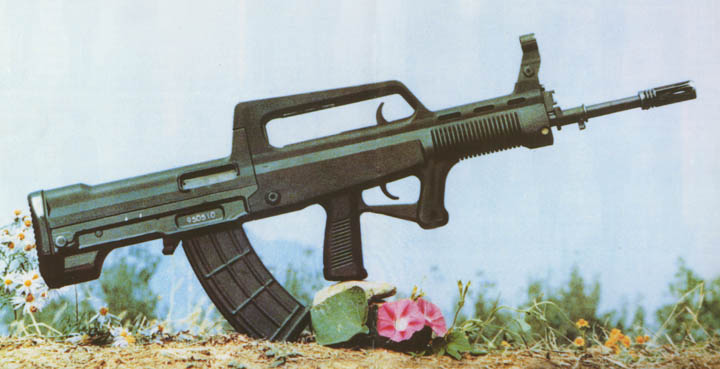
کیوبی‌زد-۹۵ سلاح سازمانی ارتش چین